# Guática
Guática è un comune della Colombia facente parte del dipartimento di Risaralda.
L'abitato venne fondato da un gruppo di coloni indigeni nel 1537.